# Heiligenhaus
Heiligenhaus är en stad i Kreis Mettmann i Regierungsbezirk Düsseldorf i förbundslandet Nordrhein-Westfalen i Tyskland.